# سيسنا 425
سيسنا 425 (بالإنجليزية: Cessna 425)‏ هي طائرة خفيفة أنتجت في 1980 بالولايات المتحدة. من صناعة سيسنا. كان أول طيران لها في سبتمبر 12, 1978. صنع منها 236 طائرة.